# Hemiliterna solomensis
Hemiliterna solomensis är en insektsart som beskrevs av Victor Lallemand och Synave 1955. Hemiliterna solomensis ingår i släktet Hemiliterna och familjen spottstritar. Inga underarter finns listade i Catalogue of Life.